# Juan Muñoz Sánchez
Juan Ignacio Muñoz Sánchez (n. Chile, 7 de septiembre de 1988) es un futbolista chileno. Juega de Defensa y actualmente esta sin club.

## Trayectoria
Surgido de las inferiores del club Audax Italiano, llegó a Unión Temuco el año 2009, permaneciendo un año en el club, su siguiente participación en el fútbol fue en el año 2010, donde jugó con el club Barnechea, al año siguiente firma contrato con Deportes Copiapó, en el año 2012 juega por Fernández Vial, en el año 2013 llega a Deportes Linares y al año siguiente, está por media temporada en Deportes Melipilla, a mediados del 2014 se hizo de sus servicios Unión San Felipe, desde mediados del año 2015 juega para Magallanes.

## Clubes
| Club               | País  | Año       |
| ------------------ | ----- | --------- |
| Unión Temuco       | Chile | 2009      |
| Barnechea          | Chile | 2010      |
| Deportes Copiapó   | Chile | 2011      |
| Fernández Vial     | Chile | 2012      |
| Deportes Linares   | Chile | 2013      |
| Deportes Melipilla | Chile | 2014      |
| Unión San Felipe   | Chile | 2014-2015 |
| Magallanes         | Chile | 2015-2016 |
| Deportes Vallenar  | Chile | 2016-2019 |

## Palmarés

### Campeonatos nacionales
| Título           | Club              | País  | Año  |
| ---------------- | ----------------- | ----- | ---- |
| Segunda División | Deportes Vallenar | Chile | 2017 |